# Herman Pieter de Boer
Herman Pieter de Boer (9. února 1928 Rotterdam – 1. ledna 2014 Eindhoven) byl nizozemský spisovatel, textař a novinář. Velké množství jeho knih mělo mystický a erotický podtón. Mezi jeho nejznámější knihy patří De vrouw in het maanlicht (1973) nebo Het herenhotel (1979). Jako textař spolupracoval například se zpěvákem Ramsesem Shaffym. Zemřel v roce 2014 po dlouhé nemoci ve věku pětaosmdesáti let.